# Bludný balvan Chudów
Bludný balvan Chudów, polsky Głaz Narzutowy Chudów, je bludný balvan. Nachází se poblíž hradu Chudów v Chudówě ve gmině Gierałtowice, v okrese Gliwice ve Slezském vojvodství v jižním Polsku.

## Další informace
Granodioritový balvan pocházející z Fennoskandinávie (zřejmě z hor Švédska) byl přírodními ledovcovými procesy dopraven do Slezského vojvodství v období poslední doby ledové. Balvanu o hmotnosti 18,4 tun byl objeven při výkopových stavebních pracích na 290,6 km dálnice A4.
K místu vedou turistické stezky a cyklostezky.

## Galerie

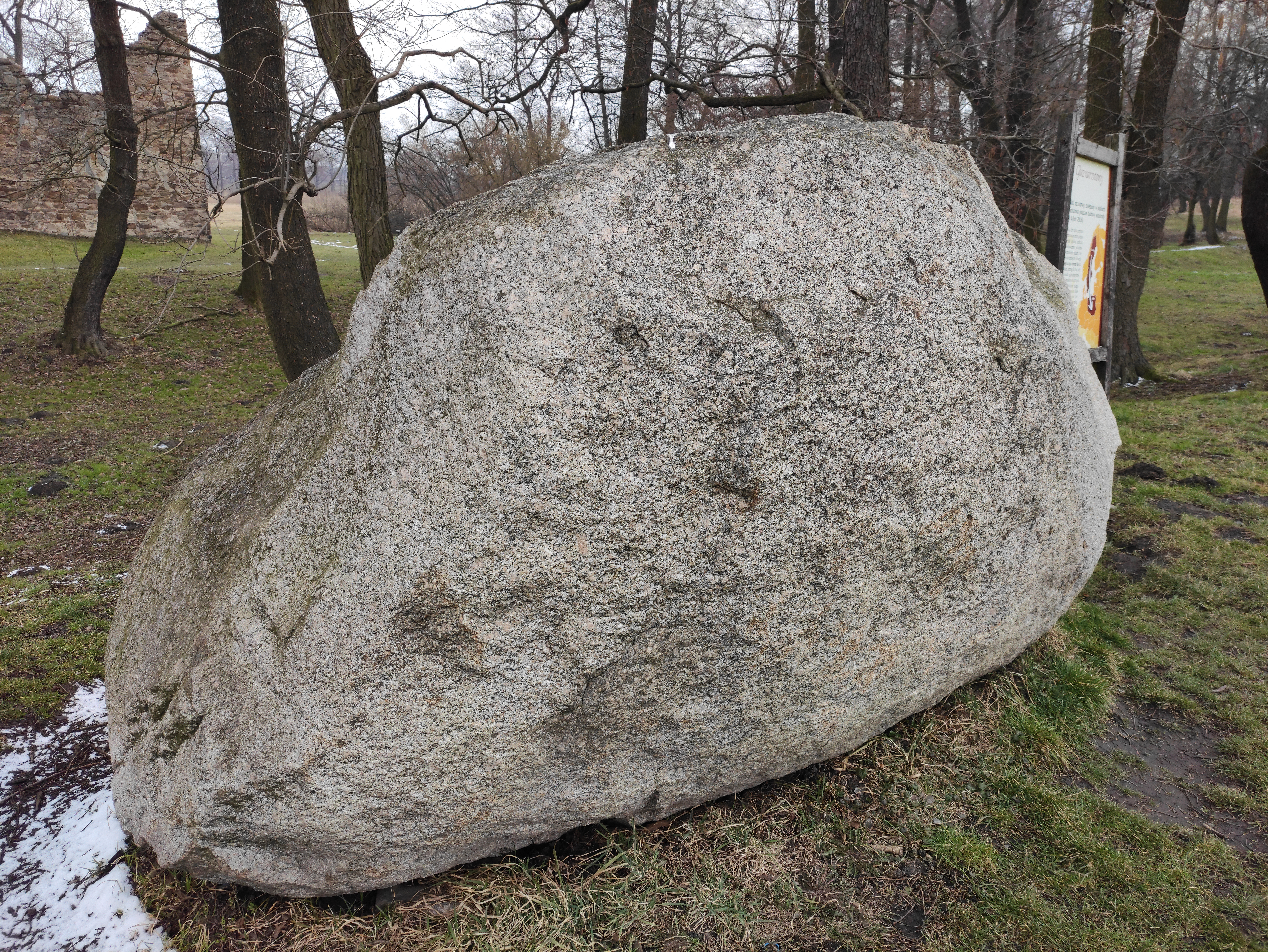
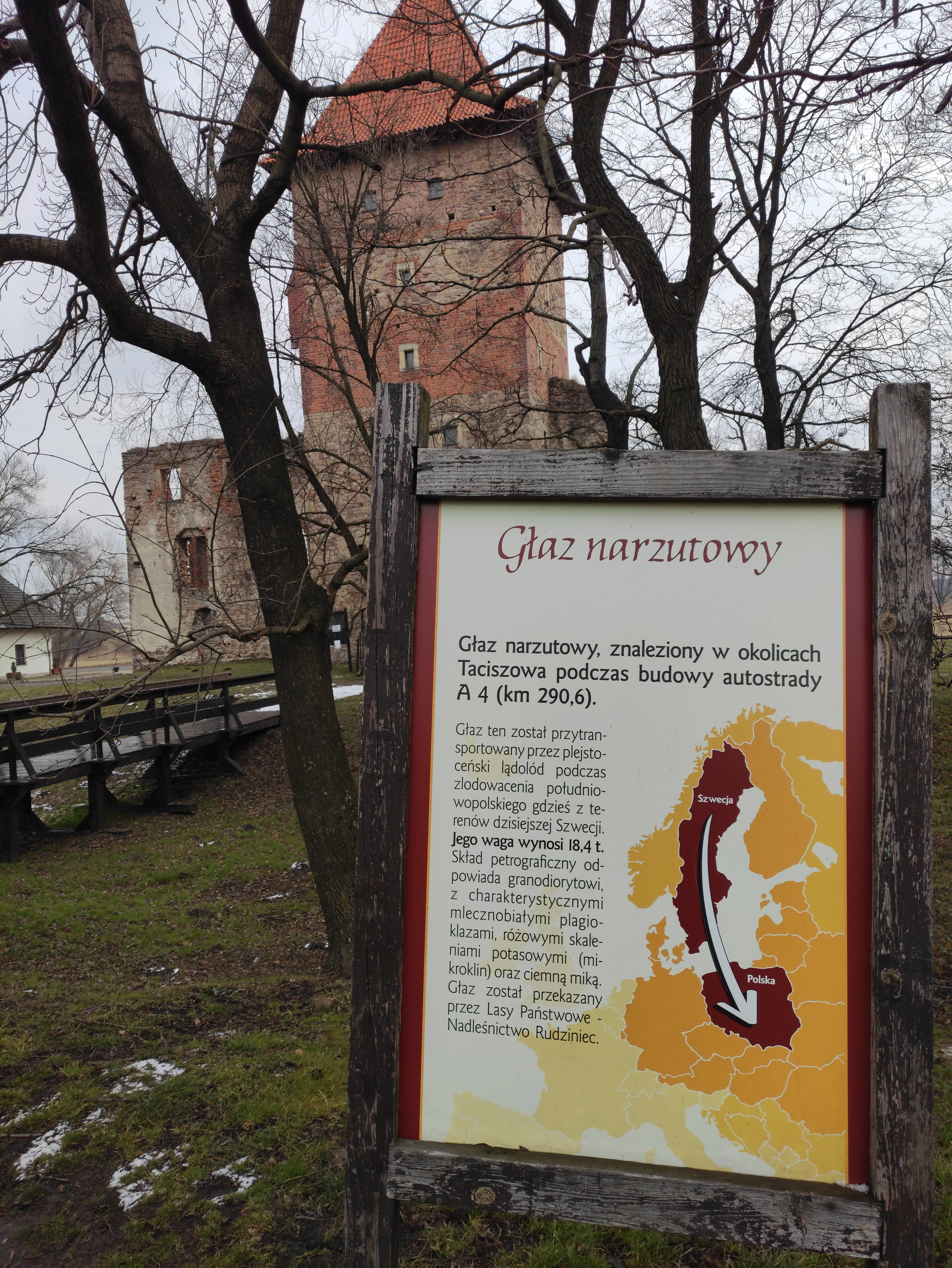